# Adi-Aurelian Grozuță
Adi-Aurelian Grozuță es un deportista rumano que compite en piragüismo en la modalidad de aguas tranquilas. Ganó una medalla de bronce en el Campeonato Europeo de Piragüismo de 2016, en la prueba de C4 1000 m.

## Palmarés internacional
| Campeonato Europeo | Campeonato Europeo | Campeonato Europeo | Campeonato Europeo |
| Año                | Lugar              | Medalla            | Competición        |
| ------------------ | ------------------ | ------------------ | ------------------ |
| 2016               | Moscú (Rusia)      | Medalla de bronce  | C4 1000 m          |